# Prototrygaeus jordanae
Prototrygaeus jordanae là một loài nhện biển trong họ Ammotheidae. Loài này thuộc chi Prototrygaeus. Prototrygaeus jordanae được miêu tả khoa học năm 1990 bởi Child.